# Billy-sur-Oisy
Billy-sur-Oisy é uma comuna francesa na região administrativa de Borgonha-Franco-Condado, no departamento Nièvre. Estende-se por uma área de 26,13 km². Em 2010 a comuna tinha 371 habitantes (densidade: 14,2 hab./km²).